# 亚历桑德罗·阿万纳斯
亚历桑德罗·阿万纳斯（希臘語：Αλέξανδρος Αβρανάς，1977年—），男，拉里萨人，希腊电影导演，2013年他执导的《暴力小姐》获得第70届威尼斯影展最佳导演和最佳男演员（Themis Panou）两个奖。